# Iglesia de Nuestra Señora de la Guía
La Iglesia de Nuestra Señora de la Guía (en portugués: Igreja de Nossa Senhora da Guia) es un templo católico ubicado en el municipio brasileño de Lucena, en el Estado de Paraíba. En la iglesia se realiza anualmente la festividad conocida como «Festa da Guia», de carácter sincrético profano y religioso, que involucra a toda la comunidad local.

## Historia
Su fundación es obra de los frailes carmelitas, religiosos que pertenecían a la Orden de Nuestra Señora del Monte Carmelo, que llegaron a Paraíba en 1591, teniendo un papel importante en la catequización de los indígenas locales. Fue iniciada hacia fines del siglo XVI, pasando por diferentes fases de construcción y obras menores.
En el libro O Barroco na Paraíba: Arte, Religião e Conquista se señala:

(...) Erigido en un punto estratégico, desde el cual, hasta hoy, se tiene una vista privilegiada de toda la desembocadura del río Paraíba (...) el lugar donde se construyó el templo estaba ubicado en un área cercana a una aldea indígena, cuya conversión y la catequesis se constituyeron en uno de los principales objetivos de los carmelitas, ya que estas fueron algunas de las condiciones bajo las cuales la Corona portuguesa donó tierras a las órdenes religiosas. Ahora bien, era mucho más importante 'domar' a la gente forestal, haciéndolos disponibles para trabajar en los ingenios azucareros, que convertir esas almas al evangelio.

En la época de las invasiones neerlandesas a Paraíba (1634–1654) los neerlandeses movilizaron a los indígenas de las localidades de Pontal y Jacuípe para Guia, pero, al no poder adaptarse, los autóctonos abandonaron el lugar en cuanto pudieron. En 1763, la iglesia fue demolida, y quince años después reconstruida gracias a los esfuerzos del fray Manuel de Santa Teresa. A partir de 1866 sufrió varias remodelaciones, habiendo estado abandonada durante varios periodos. Hacia 1877, la iglesia y su entorno se transformaron en una colonia para migrantes del sertão. Recientemente fue restaurada según el Proyecto de la Fundación Cultural del Estado de Paraíba.

## Características

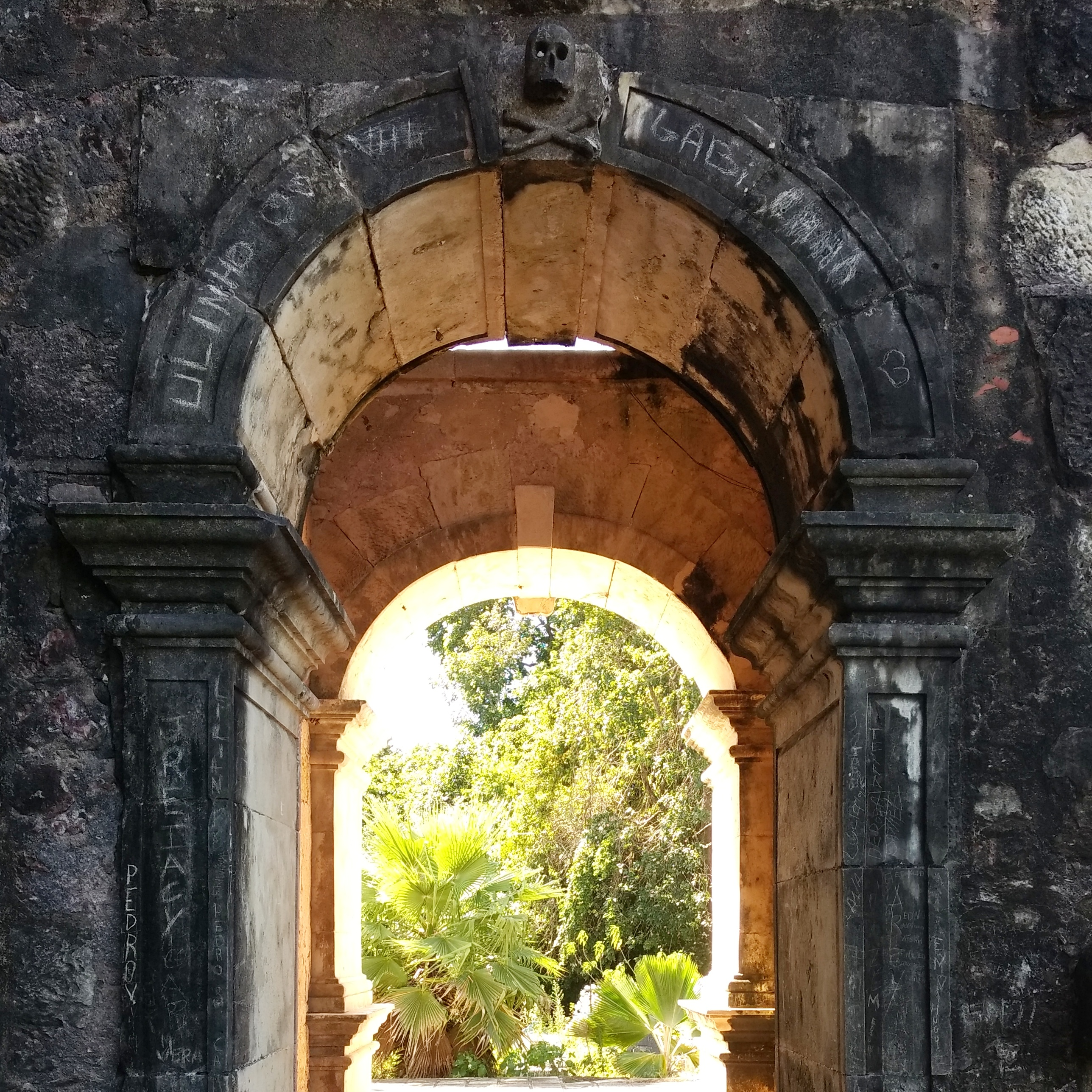
Detalle de un pórtico de la iglesia con una calavera tallada en la parte superior

La iglesia se localiza estratégicamente sobre una meseta a menos de un kilómetro de distancia de la cuenca del río Soé, en el municipio de Lucena, no muy distante del distrito de Costinha. El acceso es vía barco, a partir de Cabedelo, o por tierra por las carreteras estatales PB-008, PB-025 y PB-019, por Lucena.
La iglesia fue construida en un estilo denominado barroco tropical y presenta en su fachada diseños extravagantes, como las figuras popularmente conocidas como «ángeles deformes». La fachada también está profusamente decorada con frutos tropicales, coronas, cetros, armas del Imperio Colonial Portugués, entre otros motivos, como una calavera en piedra caliza. Es uno de los monumentos más representativos de la arquitectura colonial en el estado de Paraíba, y fue registrada como patrimonio por el  Instituto do Patrimônio Histórico e Artístico do Estado da Paraíba (IPHAEP) el 16 de mayo de 1949.
Según el historiador Percival Tirapeli, la Iglesia de Nuestra Señora de la Guía es la iglesia que contiene el altar más grande construido en piedra caliza en Brasil.